# Dorfkirche Rönnebeck (Osterburg)

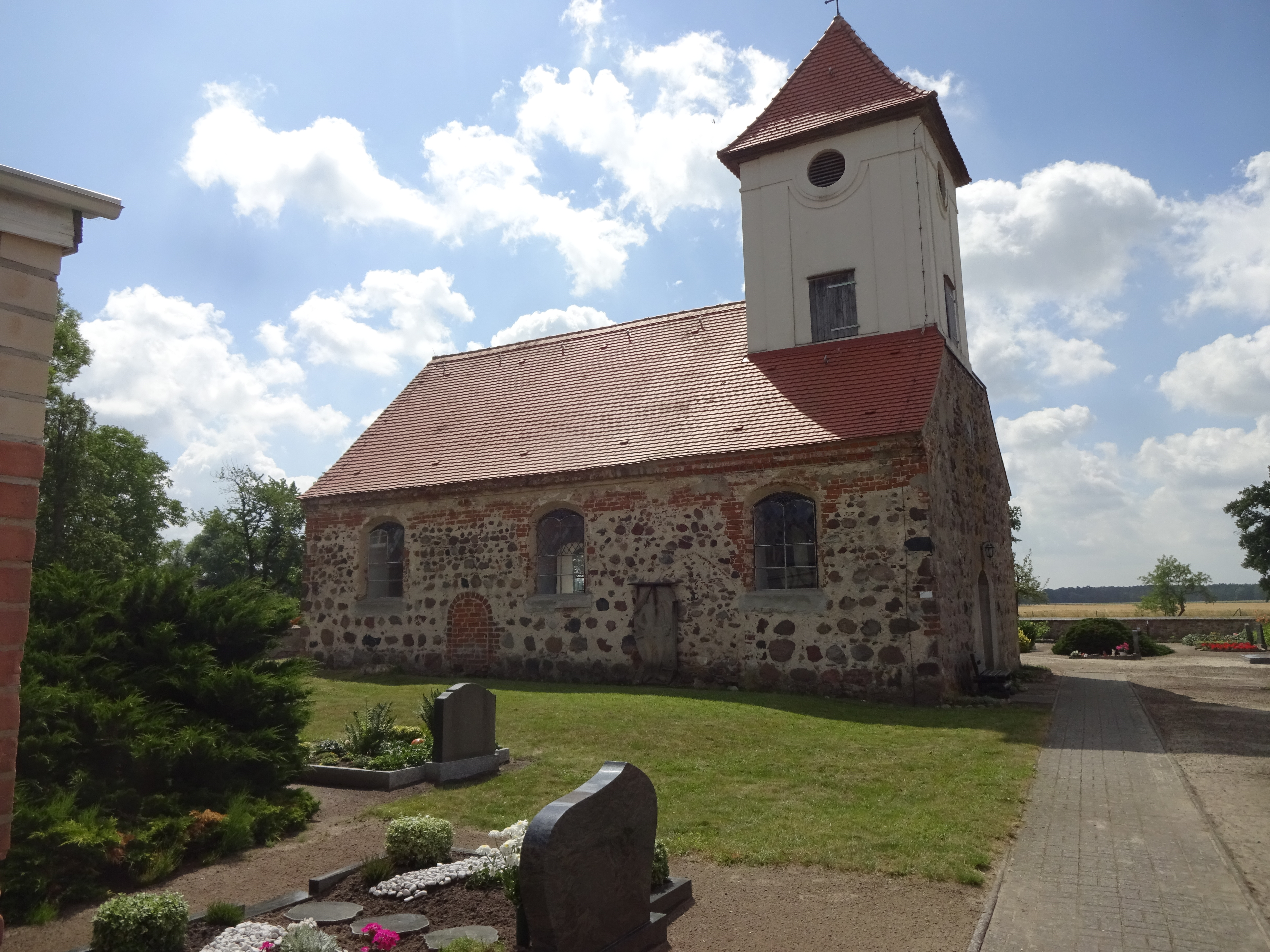
Kirche Rönnebeck (Osterburg)

Die evangelische Dorfkirche Rönnebeck ist eine im Kern vermutlich spätromanische Saalkirche im Ortsteil Rönnebeck von Osterburg (Altmark) im Landkreis Stendal in Sachsen-Anhalt. Sie gehört zur Kirchengemeinde Rönnebeck im Kirchenkreis Stendal der Evangelischen Kirche in Mitteldeutschland (EKMD) und war früher die Gutskirche des im Jahr 1945 gesprengten Herrenhauses.

## Geschichte und Architektur
Die vermutlich spätromanische Saalkirche aus unregelmäßigem Feldsteinmauerwerk stammt im Kern aus der ersten Hälfte des 13. Jahrhunderts. An der Ostseite sind zwei rundbogige Fenster erhalten, das rundbogige Nordportal ist vermauert. Im Jahr 1819 wurde das Bauwerk stark überformt, wobei der im Innern von zwei Holzstützen getragene, verputzte Turmaufsatz in Backsteinmauerwerk mit Lisenengliederung über dem Westgiebel eingebaut wurde. Die Fenster wurden nachträglich erweitert. Eine Restaurierung erfolgte in den Jahren 1958/1960. Innen ist das Bauwerk flachgedeckt.

## Ausstattung
Ein hölzerner Kanzelkorb mit gedrehten Eckstäben ist auf das Jahr 1569 datiert und stammt aus der Dorfkirche Biesenthal (Altmark), die Felder zeigen ganzfigurige Gemälde mit Christus sowie den Aposteln Petrus, Paulus und Johannes unter Arkaden; die qualitätvollen Malereien stehen in spätgotischer Tradition. Auf dem Altar steht ein hölzerner Kruzifixus vom Ende des 14./Anfang des 15. Jahrhunderts; das Kreuz ist krabbenbesetzt, die Enden zeigen die Evangelisten in Vierpässen.
Außen an der Nordwand ist ein Grabstein für Clawes von Rindtorf mit einer Relieffigur eines Gerüsteten vom Anfang des 17. Jahrhunderts angebracht.